# Gaio Elio Gallo

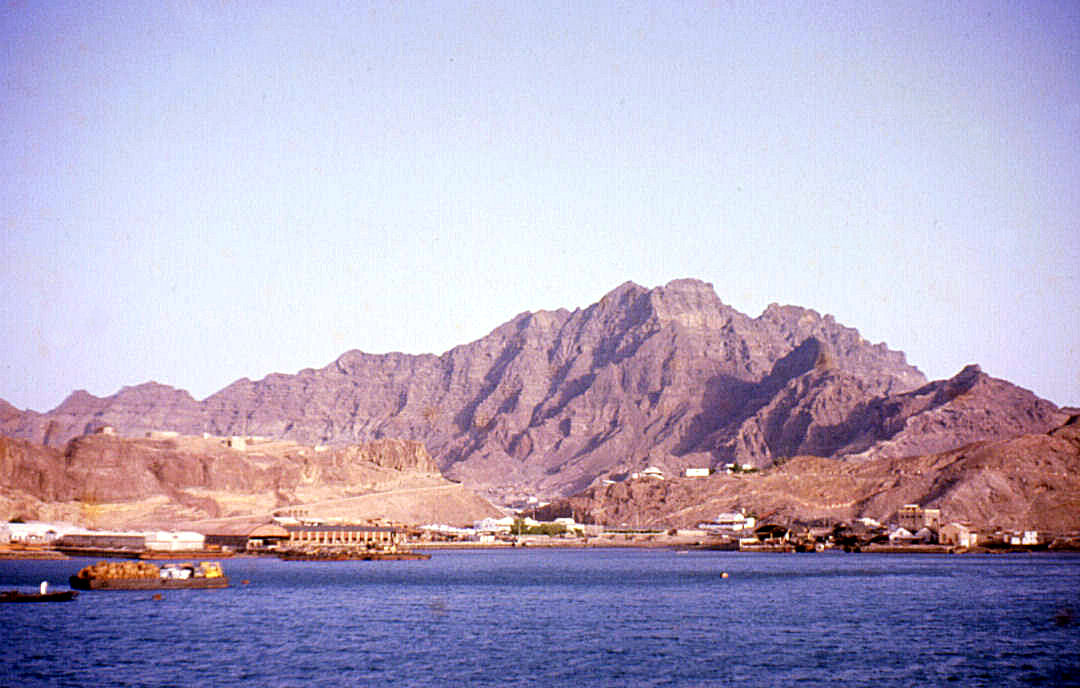
Panoramica del porto di Aden, conquistato da Elio Gallo nel 24 a.C. per proteggere il fiorente commercio romano con l'India

Gaio Elio Gallo (latino: Gaius Aelius Gallus; fl. I secolo a.C.) fu prefetto d'Egitto nel I secolo a.C. Nel 25/24 a.C. guidò per volere di Augusto una spedizione inviata sulla costa peninsulare araba del Mar Rosso, nella cosiddetta Arabia Felix.

## Spedizione nell'Arabia Felix
Augusto ordinò ad Elio Gallo di compiere una spedizione nella penisola arabica occidentale, fino all'attuale Aden.
L'obiettivo della spedizione era quello di porre sotto controllo il commercio di aromata che si muoveva dalle regioni meridionali della Penisola arabica verso il Mar Mediterraneo, la Mesopotamia e, con l'intermediazione degli Arabi Lakhmidi, verso l'altopiano iranico.
Nelle aree meridionali arabiche (attuale Yemen, Zofar, Hadramawt e Oman) giungevano prodotti ad altissima utilità marginale dalle regioni dell'Oceano Indiano, dall'India e da Sri Lanka, posti già noti fin dall'epoca della navigazione greca che sfruttava il regime stagionale dei monsoni per commerciare minerali, cosmetici e prodotti farmacologici, oltre a gemme e a raffinati prodotti dell'artigianato locale (tessuti fini e acciai ottimamente temprati rispetto agli standard arabi dell'epoca).
A fungere da intermediari, fin dal primo millennio a.C. furono le popolazioni sud-arabiche dei Sabei e tale funzione fu ereditata dai loro tardi successori, gli Himyariti, conosciuti dai Romani come "Homerites" ed era logico che contro di essi si muovesse la potenza imperialistica di Roma.
Il prefetto aveva preparato una spedizione marittima, allestendo una flotta di 130 navi e giunse sulle coste arabe, a Leucecomé (Haura). Qui però fu obbligato a fermarsi per circa un anno, ufficialmente per superare lo stato di debilitazione fisica delle truppe indotto dalle continue malattie che già ne falcidiavano i ranghi. Qui ricevette l'ospitalità del "re dei Tamudeni" - i coranici Thamud, inseriti poi come corpi di cavalleria da Roma, sotto il nome di equites Thamudeni - Aretas (Hārith), parente di Obodas II (ˁUbayda), signore dei Nabatei.
Gli intrighi di Obodas II e del suo ministro Syllaeus portarono Elio Gallo - che aveva ricevuto da Erode 500 esperti guerrieri - a percorrere un itinerario non adatto. Il suo esercito forte di circa 10.000 uomini, mossosi stavolta per via di terra, giunse non certo al meglio della sua efficienza nell'oasi di Negrana, forse Najrān, che mezzo millennio più tardi sarebbe diventato il maggior insediamento cristiano della Penisola e terminale della più importante carovaniera transarabica che finiva poi nella palestinese Gaza dopo essere passata per la Mecca, nei pressi di Medina e di Mada'in Salih (al-Hijr).
Elio Gallo s'impadronì di Nagrana, così come di Asca (la Nasca di Plinio, nell'attuale Omrân) e di Athrula (rimasta non identificata), spingendosi poi fino al paese dei Rhamaniti, o Rhadamiti, governato dal re Ilasar (El Shara).
Strabone narra dell'arrivo di Elio Gallo a Marsiaba, o Mariaba (Ma'rib, arabo مأرب) ma, malgrado un assedio durato sei giorni, la città fu in grado di resistere, favorita dall'esplodere nelle file degli assedianti di un'epidemia. I Romani si limitarono a una semplice, anche se devastante, razzia dei suoi dintorni, ricchi di terreni agricoli resi fertili dalle acque irregimentati dalla famosa diga, il cui crollo avviò nel VII secolo un cambiamento climatico ed economico di vaste proporzioni, che contribuì non poco ad agevolare indirettamente l'affermazione dell'Islam politico.
Lo storico Mommsen riferisce che Elio Gallo, contemporaneamente all'assedio a Ma'rib, inviò la sua flotta a distruggere il porto di Eudaemon, l'attuale Aden, allo scopo di garantire il passaggio delle navi mercantili romane verso l'India.
I Romani furono quindi costretti al ritiro ed Elio Gallo riportò in patria la sua formazione armata, ampiamente decimata dall'ambiente fisico ostile e dalle malattie, passando per la non identificata Egracômé per poi rientrare da Myoshormos alla volta di Copto (attuale Qift), presso Alessandria d'Egitto.